# Jens Petersen (Diplomat)
Jens Petersen (* 10. Oktober 1923 in Hamburg) ist ein ehemaliger deutscher Botschafter.

## Leben
Jens Petersen trat 1957 in den auswärtigen Dienst. Von 1957 bis 1959 war er Generalkonsul in Montreal. Von 1959 bis 1966 und von 1970 bis 1977 wurde Petersen im Außenministerium in Bonn beschäftigt. Seine Akkreditierung als Botschafter im Iran stand im Zeichen der Geiselnahme von Teheran und zog sich aufgrund diplomatischer Verwicklungen in die Länge. Während seiner Amtszeit in Teheran wurde Petersen am 8. Februar 1982 in seinem Fahrzeug von Unbekannten beschossen.

## Ehrungen
- 1983: Verdienstkreuz 1. Klasse der Bundesrepublik Deutschland

| Vorgänger         | Amt                                                                                    | Nachfolger       |
| ----------------- | -------------------------------------------------------------------------------------- | ---------------- |
| —                 | Botschafter der Bundesrepublik Deutschland in Port of Spain 1963–1966                  | Ulrich Nitzschke |
| Joseph Koenig     | Botschafter der Bundesrepublik Deutschland in Nikosia 1966–1968                        | Alexander Török  |
| Hanns-Erich Haack | Leiter der Vertretung der Bundesrepublik Deutschland bei der UNESCO in Paris 1972–1980 | Johannes Lohse   |
| Gerhard Ritzel    | Botschafter der Bundesrepublik Deutschland in Teheran 1981–1986                        | Armin Freitag    |
| Gerhard Fischer   | Botschafter der Bundesrepublik Deutschland in Bern 1986–1988                           | Wolfram Dufner   |